# S/S Westfalen
Ska ej blandas ihop med SMS Westfalen.
S/S Westfalen var ett tyskt flygdepåfartyg som sänktes av minor utanför svenska västkusten 1944 på resa mellan Norge och Tyskland. Ombord fanns tyska soldater samt tillfångatagna norska motståndsmän som var på väg till koncentrationsläger i Tyskland.

## Historia
S/S Westfalen byggdes 1905 som lastfartyg för det tyska rederiet Norddeutscher Lloyd. 1932 ombyggdes hon till flygdepåfartyg för försök med interkontinentalt postflyg mellan Tyskland och Brasilien. Under andra världskriget ianspråktogs hon som sådant och stationerades i Norge som stöd för tyska fjärrspaningsflygplan. 

## Minsprängning

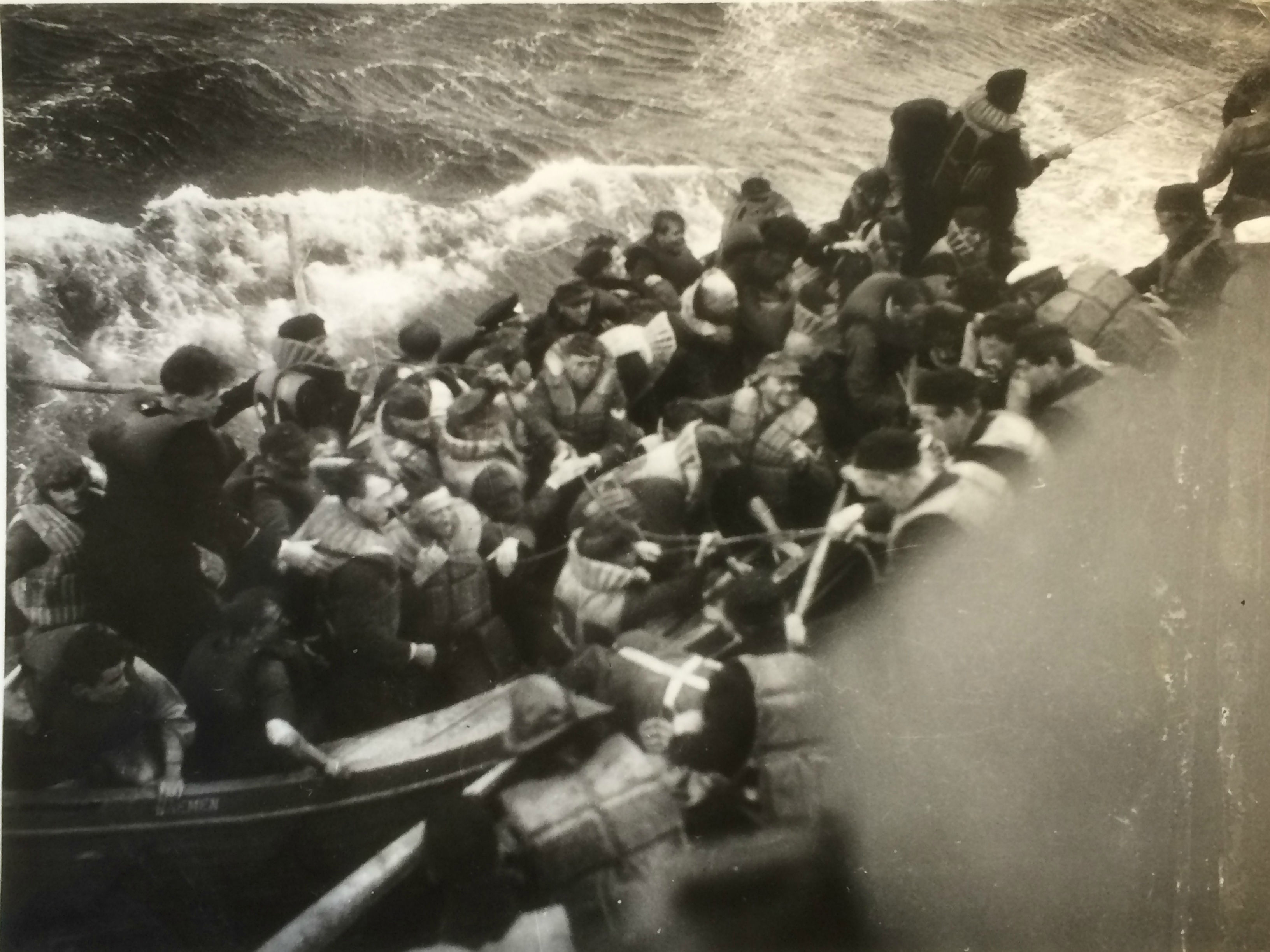
Livräddning efter minsprängningen.

Fartyget var vid avgången från Norge lastat med 200 tyska soldater, samt 75-80 tillfångatagna tyskar och norrmän vilka skulle transporteras till koncentrationsläger i Tyskland. Cirka fyra nautiska mil väster om fyrplatsen Stora Pölsan gick hon på två minor. Vid tillfället rådde full sydvästlig storm med svår sjögång och varierande sikt. En nödraket siktades dock från den svenska jagaren Karlskrona. Efter att ha rundat minfältet, kunde jagaren ta ombord 52 personer från en livbåt och två livflottar. De tillkallade jagarna Klas Horn och Göteborg lyckades sammanlagt finna ytterligare åtta nödställda, medan en lotsbåt från Marstrand bärgade fem personer.